# Angela Nicoletti
Angela Nicoletti eller Angela McCoy är en amerikansk fotomodell och sångerska. Hon har också arbetat som skådespelerska, låtskrivare och promotor. Nicoletti är sedan många år tillbaka gift med Hanoi Rocks-gitarristen Andy McCoy och bor i Helsingfors, Finland.

## Biografi
Angela Nicoletti föddes den 12 augusti 1964 i Los Angeles i en multikulturell familj. Sin karriär inledde hon som fotomodell för bland annat välgörenhetsorganisationen USA for Africa och Madonnas klädkollektion Toy Boy. 
Under 1980-talet blev hon ett välkänt ansikte i rockmusikvideor, som David Lee Roths Just a Gigolo/I Ain't Got Nobody, Guns N' Roses Sweet Child of Mine och Ratts Dance. Hon sällskapade en tid med Izzy Stradlin från Guns N Roses, han skrev senare låten You Could Be Mine om deras förhållande. År 1985 hade hon en liten roll i filmen Night Train To Terror.
I och med att Nicoletti träffade McCoy i början av 1990-talet, inleddes hennes karriär som promoter, låtskrivare och sångerska. Hon har medverkat i bandet Live Ammo och Briard. Hon bidrog också till manus och soundtrack för den semi-biografiska kultfilmen The Real McCoy. 
Angela uppnådde själv en nästan lika stor stjärnstatus som sin berömda man i och med att paret år 2003 fick en egen tv-show i Finland, The McCoys Show, i stil med The Osbournes. 
År 2006 blev Nicoletti vald till ordförande för Women's Self Defense Association International, finländska avdelningen, som lär ut feministiskt självförsvar.